# Aromobatidae
Aromobatidae is een familie van kikkers. De groep werd voor het eerst wetenschappelijk beschreven door Taran Grant, Darrel Richmond Frost, Janalee P. Caldwell, Ronald Gagliardo, Célio Fernando Baptista Haddad, Philippe J. R. Kok, Bruce Means, Brice Patrick Noonan, Walter E. Schargel en Ward C. Wheeler in 2006.
Er is nog geen Nederlandse naam voor de familie, die beschouwd kan worden als een recente afsplitsing (2006) van de familie pijlgifkikkers (Dendrobatidae).
De familie onderscheidt zich voornamelijk van de pijlgifkikkers op basis van genetische afwijkingen, niet op uiterlijke kenmerken. Geen enkele soort is giftig, hoewel er ook niet-giftige pijlgifkikkers zijn. Een aantal soorten Aromobatidae is net als de bekende Dendrobates- soorten dagactief. Alle soorten leven in Midden- en Zuid-Amerika.

## Taxonomie
Er zijn 129 soorten, verdeeld in drie onderfamilies en vijf geslachten.
Familie Aromobatidae
- Onderfamilie Allobatinae
  - Geslacht Allobates
- Onderfamilie Anomaloglossinae
  - Geslacht Anomaloglossus
  - Geslacht Rheobates
- Onderfamilie Aromobatinae
  - Geslacht Aromobates
  - Geslacht Mannophryne

### Incertae sedis
- "Prostherapis" dunni Rivero, 1961[noot 1]

Allophrynidae · 
Alsodidae · 
Alytidae · 
Aromobatidae · 
Arthroleptidae · 
Myobatrachidae · 
Batrachylidae · 
Blaasoppies · 
Bombinatoridae · 
Boomkikkers · 
Brachycephalidae · 
Calyptocephalellidae · 
Ceratobatrachidae · 
Ceratophryidae · 
Conrauidae · 
Craugastoridae · 
Cycloramphidae · 
Dicroglossidae · 
Echte kikkers · 
Eleutherodactylidae · 
Fluitkikkers · 
Glaskikkers · 
Gouden kikkers · 
Graafkikkers · 
Hemiphractidae · 
Hylodidae · 
Knoflookpadden · 
Limnodynastidae · 
Megophryidae · 
Mexicaanse gravende padden · 
Micrixalidae · 
Microhylidae · 
Nasikabatrachidae · 
Nieuw-Zeelandse oerkikkers · 
Nyctibatrachidae · 
Odontobatrachidae · 
Odontophrynidae · 
Padden · 
Pelodytidae · 
Petropedetidae · 
Phrynobatrachidae · 
Pijlgifkikkers · 
Ptychadenidae · 
Pyxicephalidae · 
Ranixalidae · 
Rhinodermatidae · 
Rietkikkers · 
Scaphiopodidae · 
Schuimnestboomkikkers · 
Seychellenkikkers · 
Spookkikkers · 
Staartkikkers · 
Telmatobiidae · 
Tongloze kikkers